# Tetrixocephalus bilineatus
Tetrixocephalus bilineatus är en insektsart som beskrevs av Ronderos 1979. Tetrixocephalus bilineatus ingår i släktet Tetrixocephalus och familjen Ommexechidae. Inga underarter finns listade i Catalogue of Life.